# Тани (предмет одежды)
Тани́ (кор. 당의) — один из видов верхней части женского ханбока — корейской традиционной одежды, который надевали на церемонии во времена Чосона. Тани носили как простой официальный наряд или надевали на небольшие национальные церемонии, в то время, как придворные дамы носили его как повседневную одежду. Тани также называли тани-чогори (당저고리), танджоксам (당적삼) или танхансам (당한삼).

## Происхождение
Происхождение тани уходит корнями во времена существования трёх корейских государств (57 год до н. э. — 668 год), когда китайская система одежды только появилась в Корее. Иероглиф 唐 относится к Империи Тан (период с 618 по 907 год), поэтому тани мог быть принят корейской культурой от китайской вместе с такими церемониальными одеждами как хварот и вонсам. Независимо от того, допустимо это теоретически или нет, но достоверно известно, что тани носили в период чосонский период в Корее, что подтверждено историческими документами и упоминаниями в художественной литературе. Исследователь Ли Джэ (李縡 1680 ∼ 1746) упоминал тани в своей книге «Саре пхёллам» (буквально «Удобное руководство по четырём обрядам»), которая определяет четыре важных конфуцианских обряда. В главе «Кваллёджо» (冠禮條) говорится, что на церемонии совершеннолетия самджа (衫子) обычно называется «тани», и его длина достигает колен, а рукава — узкие. Это также женский санбок (常服) — повседневная одежда для работы.

## Особенности
Королева-консорт, наложницы короля, сангун (придворная дама), женщины-янбан (феодальная и помещичья знать) надевали тани поверх жакета-чогори. Тани мог быть жёлто-зелёного, пурпурного, тёмно-синего и белого цветов, но жёлто-зелёная расцветка тани встречалась чаще всего.
Тани можно разделить на два типа в зависимости от его слоёв: двухслойный (кёптани, 겹당의) и однослойный (хоттани, 홑당의). Двухслойный кёптани обычно носили зимой, тогда как однослойный, который также называется танджоксам или танхансам, носили летом. Королева надевала белый однослойный тани за день до праздника Тано, который выпадал на пятый день пятого месяца лунного календаря, после чего все придворные дамы должны были на следующий день сменить свои одежды на однослойный тани. То же самое происходило, когда королева надевала двухслойный тани за день до Чхусока, который празднуется в 15-й день восьмого месяца лунного календаря.
Особенности тани подчёркивают красоту линий ханбока. Форма тани подобна чогори[уточнить]: длина лицевой и оборотной стороны достигает уровня колен. Рукава тани — узкие. Сторона шва открыта в подмышках, а кромка — изогнута. Если тани сделан в жёлто-зелёном цвете, то внутренний цвет и цвет для корым (고름 — лента, отходящая от шеи) красного и пурпурного, соответственно. Два корыма крепятся на левой стороне кит (깃) и украшают воротник, в то время как короткая часть корыма находится на правой стороне кита. На концах рукавов тани находится кодыльджи — белый край рукава.
Женщины при дворе носили тани строго по их рангу, а простым людям его запрещалось носить в любом виде. Тани королевы, принцесс и других женщин королевской семьи украшался золотым шитьём кымбак от плеча до края рукавов, а также корымами спереди и сзади. В узорах кымбак использовались цветочные иллюстрации или ханча со значениями «долголетие» (су, 壽), удачу (пок, 福) или двойное счастье (хи, 囍), а для королевы также использовались узоры с фениксом. Когда тани надевали на свадебное платье, невеста надевала его поверх чхимы (верхняя юбка) и чогори. Невеста также одевала на голову хвагван (корона), прикрепляли норигэ (노리개) — тип украшения для корым, и надевали пару туфель, сделанных из шёлка. Тани был одним из общих элементов свадебного наряда у простолюдинов во времена Чосона.

## Галерея

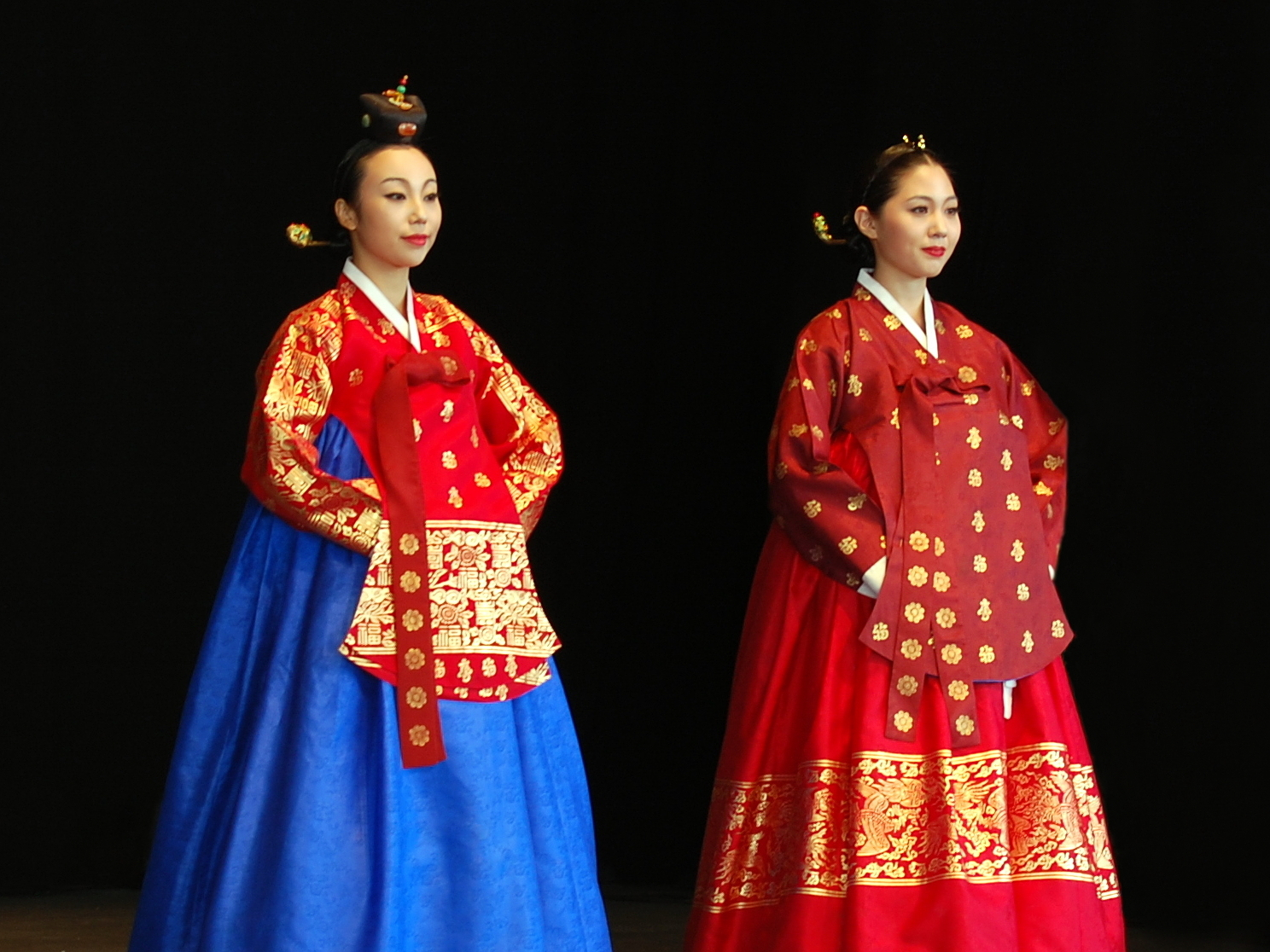
Девушки в красном тани.
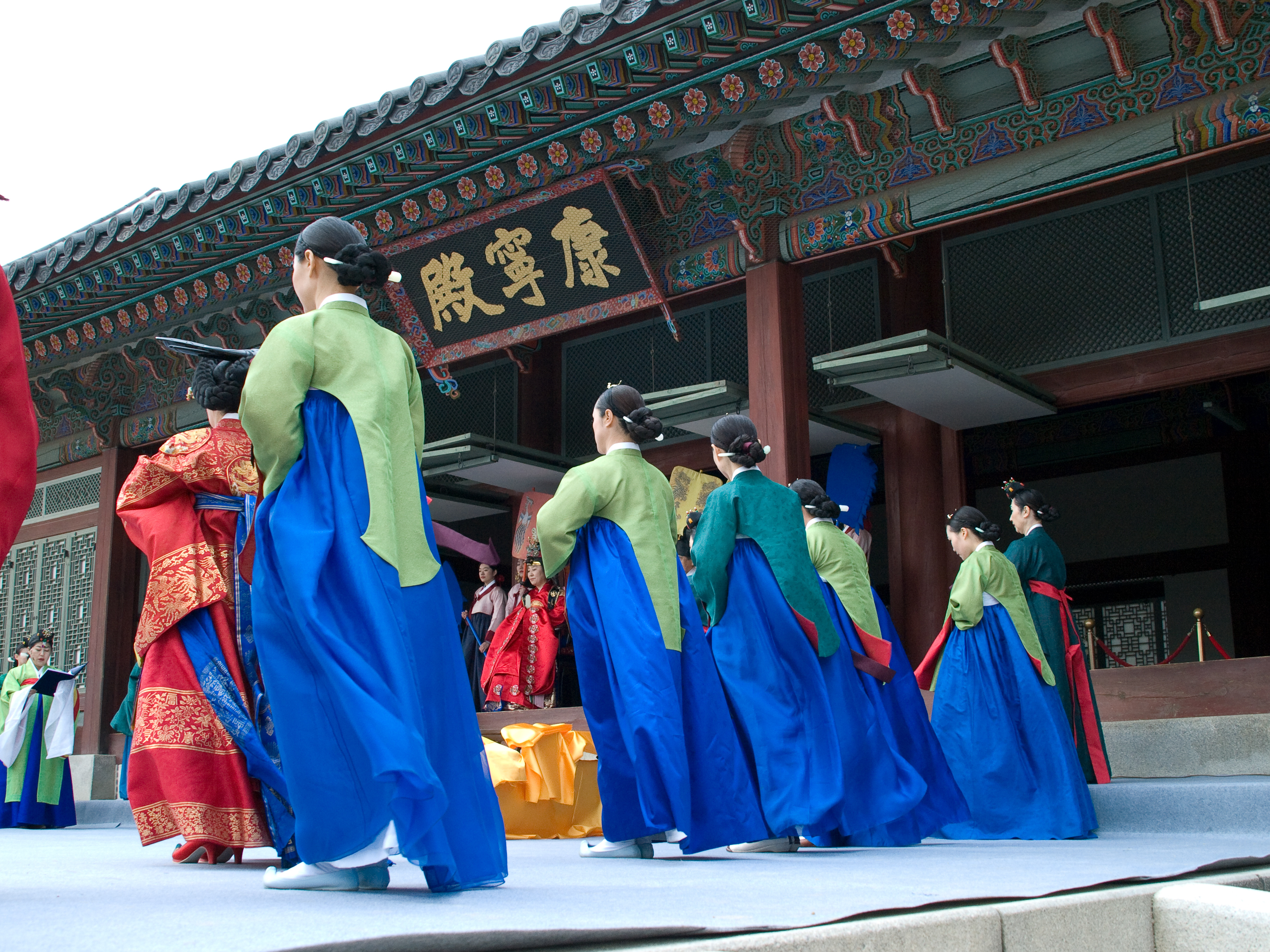
Придворные дамы (gungnyeo) в зелёном тани.
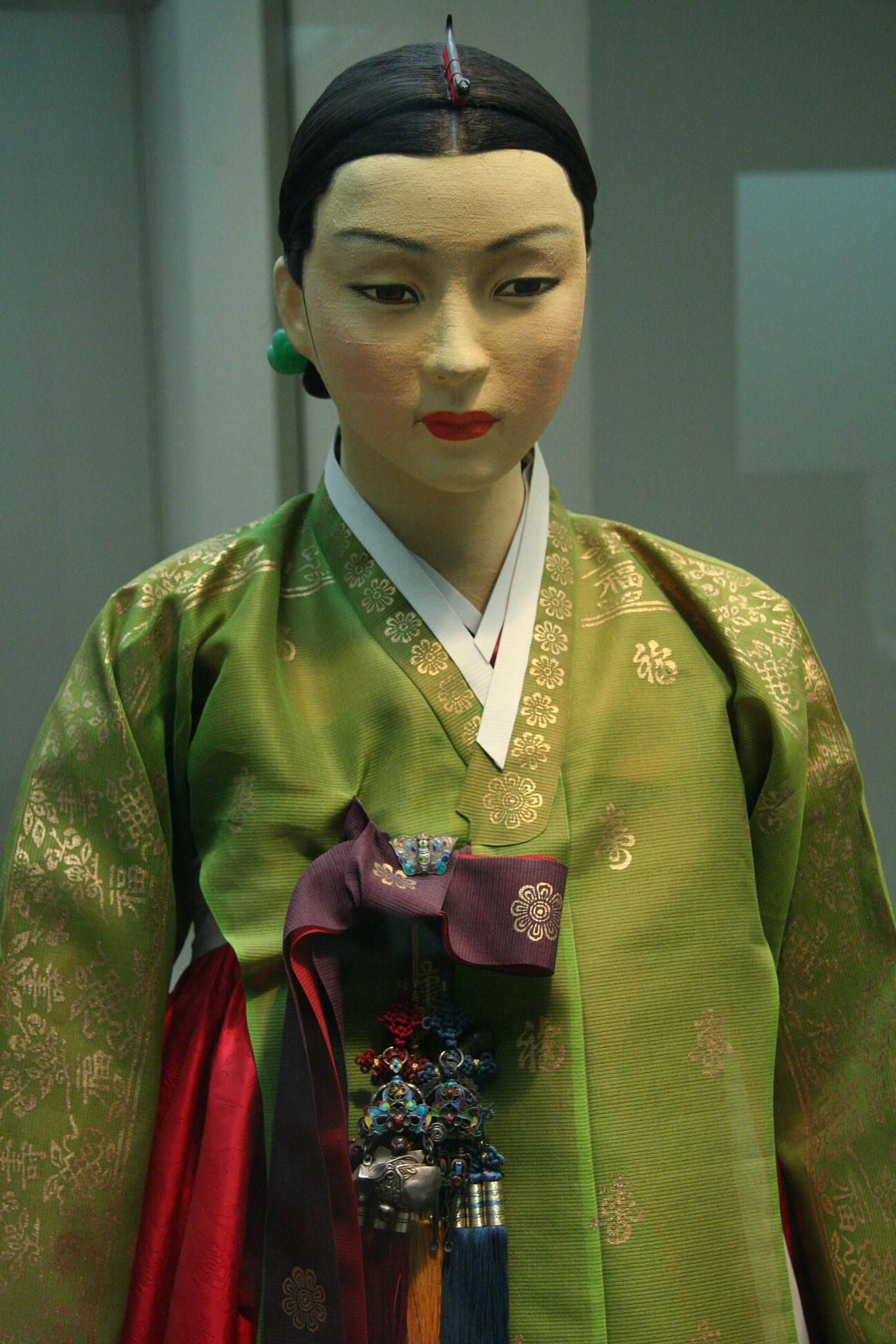
Манекен королевской женщины в зелёном тани.
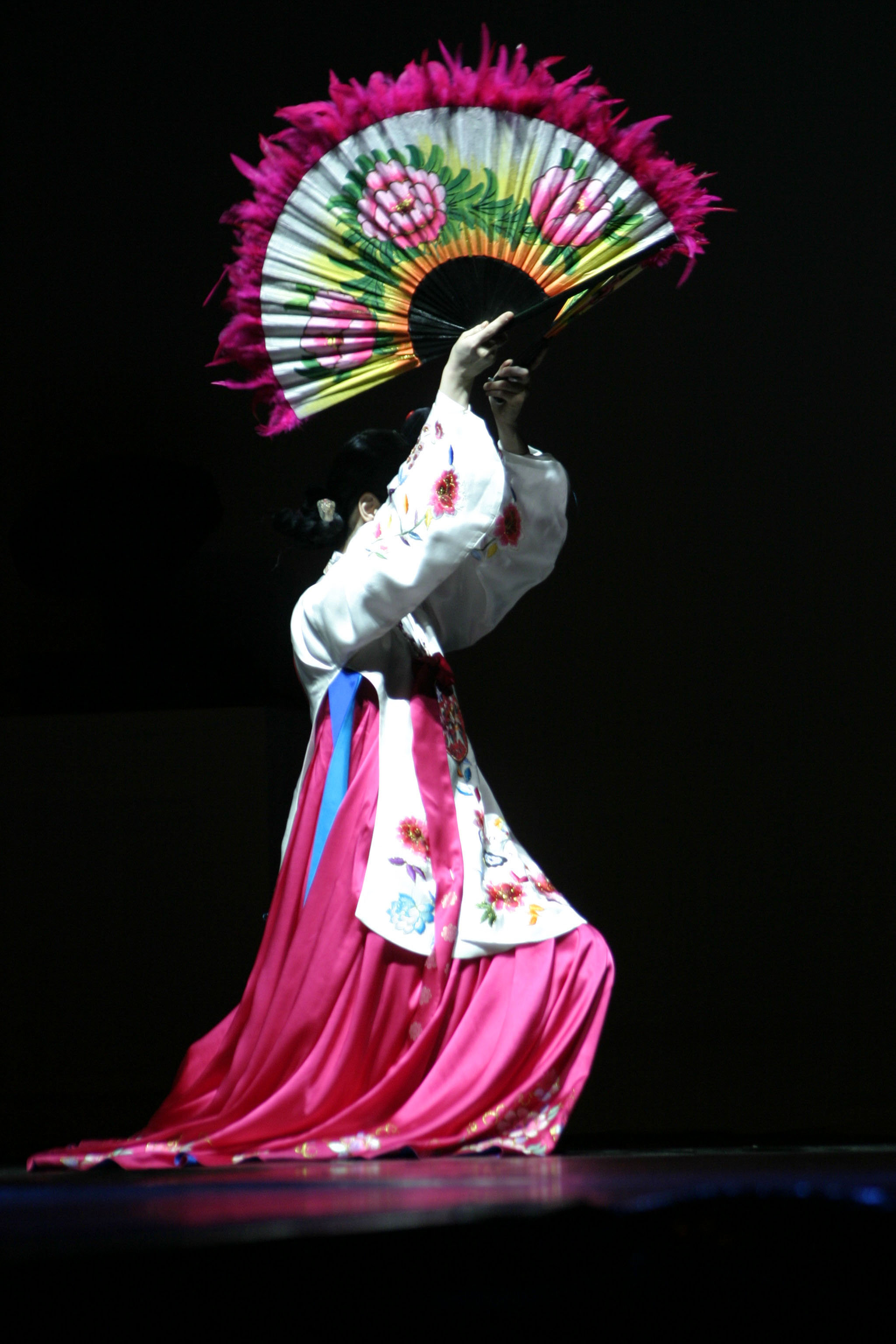
Танцовщица в белом тани, исполняющая Пучхэчхум (танец с веером).